# Freedom '90
Freedom '90 (ook bekend onder de naam "Freedom") is een nummer van de Britse zanger George Michael. Het nummer werd uitgebracht als tweede single van zijn album Listen Without Prejudice volume 1 uit 1990. Het gedeelte "'90" in de titel werd toegevoegd om verwarring met het Wham! nummer Freedom te voorkomen. Op 30 oktober dat jaar werd het nummer op single uitgebracht in Europa, de VS en Canada. Op 12 november volgden Australië, Nieuw-Zeeland en Japan.

## Achtergrond
De plaat is een veel geprezen confessioneel project van Michael waarin hij zijn geluk van zijn jaren met Wham! erkent. Hij noemt Andrew Ridgeley in de tekst zijn 'buddy'. De plaat werd in eerste instantie gepromoot als beschrijving van Michaels pogingen te breken met zijn platenmaatschappij Sony BMG. Toen Michaels homoseksualiteit een aantal jaren later veel in de publiciteit kwam door zijn arrestatie in een openbaar toilet in Los Angeles (april 1998), werd de tekst van Freedom '90 geïnterpreteerd als een nummer over problemen met het zijn van een nog niet uit de kast gekomen homoseksueel.
De plaat werd wereldwijd een hit en behaalde in Canada, Japan en Zimbabwe de nummer 1-positie. In de VS werd de 8e positie in de Billboard Hot 100 bereikt. In Michaels' thuisland het Verenigd Koninkrijk werd de 28e positie behaald in de UK Singles Chart, in Ierland de 17e, Australië de 18e, Nieuw-Zeeland de 13e, Duitsland de 41e en in de Eurochart Hot 100 de 39e positie.
In Nederland was de plaat op zondag 14 oktober 1990 de 347e Speciale Aanbieding bij de KRO op Radio 3 en werd een radiohit in de destijds twee hitlijsten op de nationale publieke popzender. De plaat bereikte de 15e positie in de Nationale Top 100 en piekte op de 8e positie in de Nederlandse Top 40.
In België bereikte de plaat de 26e positie in de voorloper van de Vlaamse Ultratop 50 en de 17e positie in de Vlaamse Radio 2 Top 30. In Wallonië werd géén notering behaald.
Sinds de editie van december 2009 staat de plaat regelmatig genoteerd in de jaarlijkse NPO Radio 2 Top 2000 van de Nederlandse publieke radiozender NPO Radio 2, met als hoogste notering een 501e positie in 2020.

## Videoclip
Ook in de videoclip van Freedom '90 weigerde George Michael te verschijnen vanwege een conflict met Sony. De clip werd geregisseerd door David Fincher, die een aantal supermodellen (onder wie Naomi Campbell, Linda Evangelista, Christy Turlington, Tatjana Patitz, Cindy Crawford, Todo Segalla en Scott Benoit) inschakelde om de tekst van het nummer te playbacken. In de clip is ook de destructie van een aantal symbolen uit Michaels verleden te zien, zoals de bekende gitaar, jukebox en leren jas uit het Faith tijdperk.
In Nederland werd de videoclip destijds op televisie (Nederland 2) uitgezonden door Veronica in de tv-versie van de Nederlandse Top 40 en het popprogramma Countdown en door de TROS in het popprogramma Popformule.

## Hitnoteringen

### Nederlandse Top 40
| Freedom '90 in de Nederlandse Top 40 binnen: 3 november 1990 | Freedom '90 in de Nederlandse Top 40 binnen: 3 november 1990 | Freedom '90 in de Nederlandse Top 40 binnen: 3 november 1990 | Freedom '90 in de Nederlandse Top 40 binnen: 3 november 1990 | Freedom '90 in de Nederlandse Top 40 binnen: 3 november 1990 | Freedom '90 in de Nederlandse Top 40 binnen: 3 november 1990 | Freedom '90 in de Nederlandse Top 40 binnen: 3 november 1990 | Freedom '90 in de Nederlandse Top 40 binnen: 3 november 1990 |
| Week                                                         | 1                                                            | 2                                                            | 3                                                            | 4                                                            | 5                                                            | 6                                                            |                                                              |
| ------------------------------------------------------------ | ------------------------------------------------------------ | ------------------------------------------------------------ | ------------------------------------------------------------ | ------------------------------------------------------------ | ------------------------------------------------------------ | ------------------------------------------------------------ | ------------------------------------------------------------ |
| Nummer                                                       | 27                                                           | 14                                                           | 8                                                            | 8                                                            | 19                                                           | 33                                                           | uit                                                          |

### Nationale Top 100
Hitnotering: 27-10-1990 t/m 22-12-1990. Hoogste notering: #15 (1 week).

### NPO Radio 2 Top 2000
| Nummer met noteringen in de NPO Radio 2 Top 2000 | '09  | '10 | '11  | '12  | '13  | '14  | '15  | '16 | '17 | '18 | '19 | '20 | '21 | '22 | '23 | '24 |
| ------------------------------------------------ | ---- | --- | ---- | ---- | ---- | ---- | ---- | --- | --- | --- | --- | --- | --- | --- | --- | --- |
| Freedom '90                                      | 1980 | -   | 1961 | 1579 | 1786 | 1985 | 1860 | -   | 676 | 510 | 716 | 501 | 581 | 644 | 652 | 665 |

1. ↑  Een '-' betekent dat het nummer niet was genoteerd en een vetgedrukt getal geeft de hoogste notering aan.
2. ↑  2009 was het eerste jaar met een notering voor dit nummer.

## Tracklist
1. "Freedom '90" - 6:29
2. "Fantasy" - 4:12

## Versie Robbie Williams
Freedom is de eerste solosingle van de Britse zanger Robbie Williams. Het verscheen in juli 1996 en is niet terug te vinden op een van de studioalbums die de zanger uitbracht.

## Achtergrond
De single behaalde in Williams' thuisland het Verenigd Koninkrijk een 2e positie in de UK Singles Chart, zesentwintig plaatsen hoger dan George Michaels origineel.
In Nederland kwam de versie van Robbie Williams tot een 10e positie in de Nederlandse Top 40 op Radio 538, twee plaatsen lager dan de versie van George Michael. Wél werd de single in week 32 van 1996 verkozen tot Alarmschijf op Radio 538. In de publieke hitlijst; de Mega Top 50 op Radio 3FM, werd de 12e positie bereikt.
In België bereikte de single de 16e positie in zowel de Vlaamse Ultratop 50, de Vlaamse Radio 2 Top 30 als de Waalse Ultratop 50.
Williams had een jaar eerder de groep Take That verlaten en kon zichzelf om die reden met het nummer identificeren. Verschil met het origineel was dat hij de zin "We had every bigshot goodtime band on the run boy, we were living in a fantasy".
In de bijbehorende videoclip viert Robbie Williams zijn scheiding van Take That, dansend in de zee en op een grasveld.

## Hitnoteringen

### Nederlandse Top 40
| Freedom in de Nederlandse Top 40 binnen: 10 augustus 1996 | Freedom in de Nederlandse Top 40 binnen: 10 augustus 1996 | Freedom in de Nederlandse Top 40 binnen: 10 augustus 1996 | Freedom in de Nederlandse Top 40 binnen: 10 augustus 1996 | Freedom in de Nederlandse Top 40 binnen: 10 augustus 1996 | Freedom in de Nederlandse Top 40 binnen: 10 augustus 1996 |
| Week                                                      | 1                                                         | 2                                                         | 3                                                         | 4                                                         |                                                           |
| --------------------------------------------------------- | --------------------------------------------------------- | --------------------------------------------------------- | --------------------------------------------------------- | --------------------------------------------------------- | --------------------------------------------------------- |
| Nummer                                                    | 19                                                        | 10                                                        | 11                                                        | 30                                                        | uit                                                       |

### Mega Top 50
Hitnotering: 10-08-1996 t/m 07-09-1996. Hoogste notering: # 12 (1 week).

## Overige covers
- Alicia Keys zong het nummer in 2007 tijdens de MTV Video Music Awards.
- Het nummer was het themanummer van de animatiefilm Bee Movie, eveneens uit 2007.
- Dua Lipa was in 2022 met het nummer te horen en te zien in een parfumreclame.